# Висока скеля над річкою Берда
Висока скеля над р. Берда — геологічна пам'ятка природи місцевого значення. Об'єкт розташований на території Бердянського району Запорізької області, Миколаївська сільська рада.
Площа — 5 га, статус отриманий у 1972 році.

## Галерея

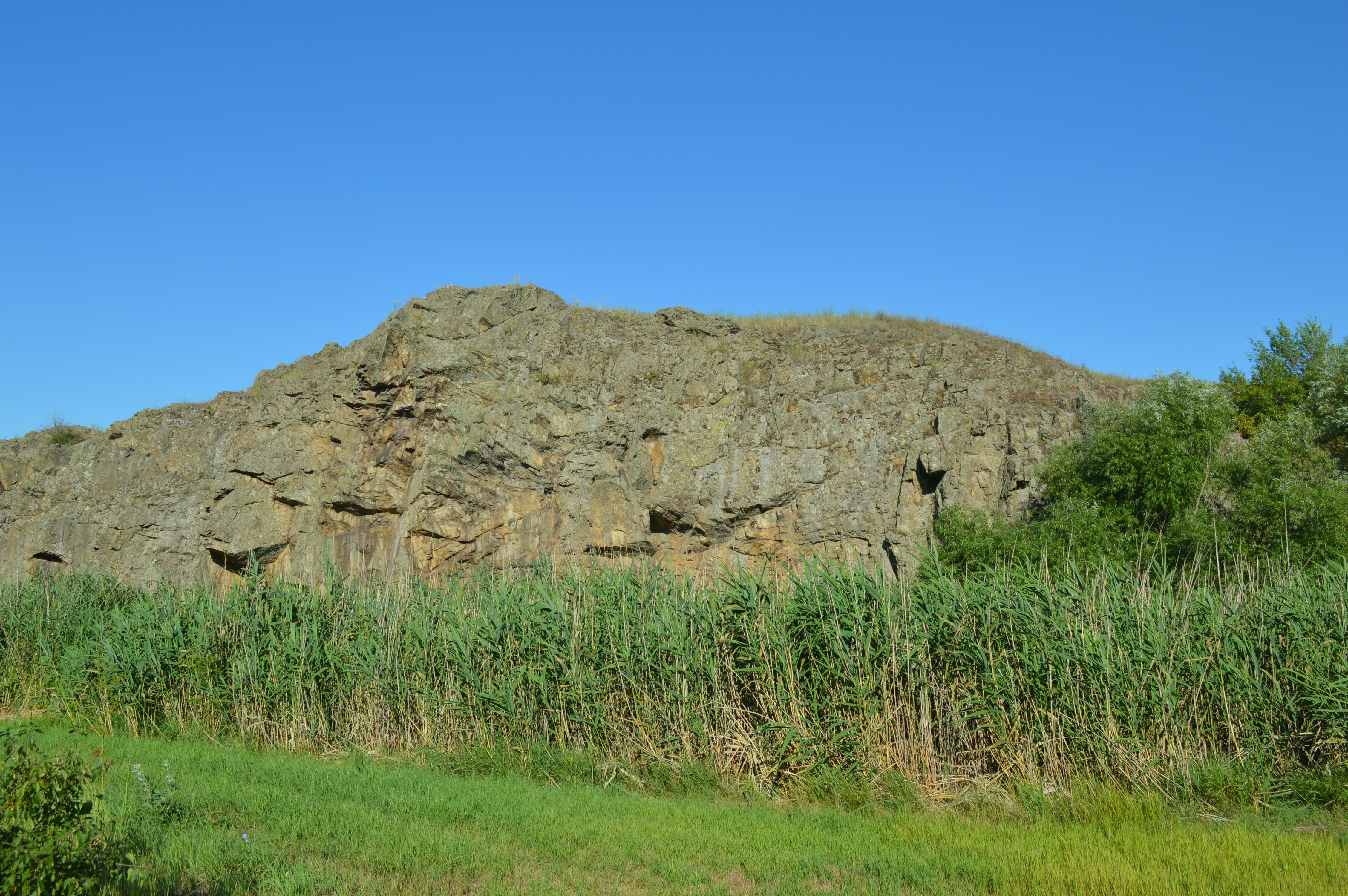
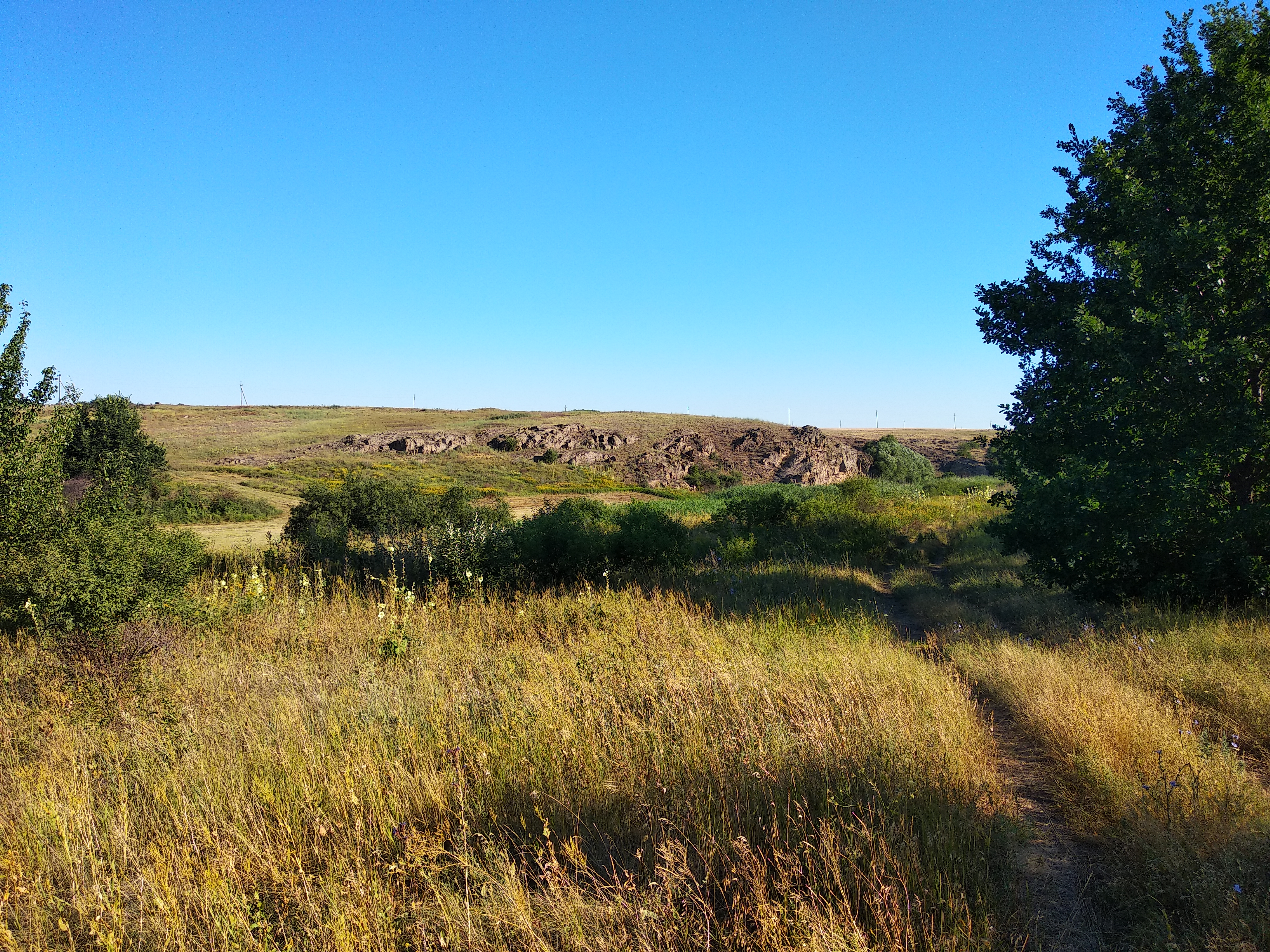
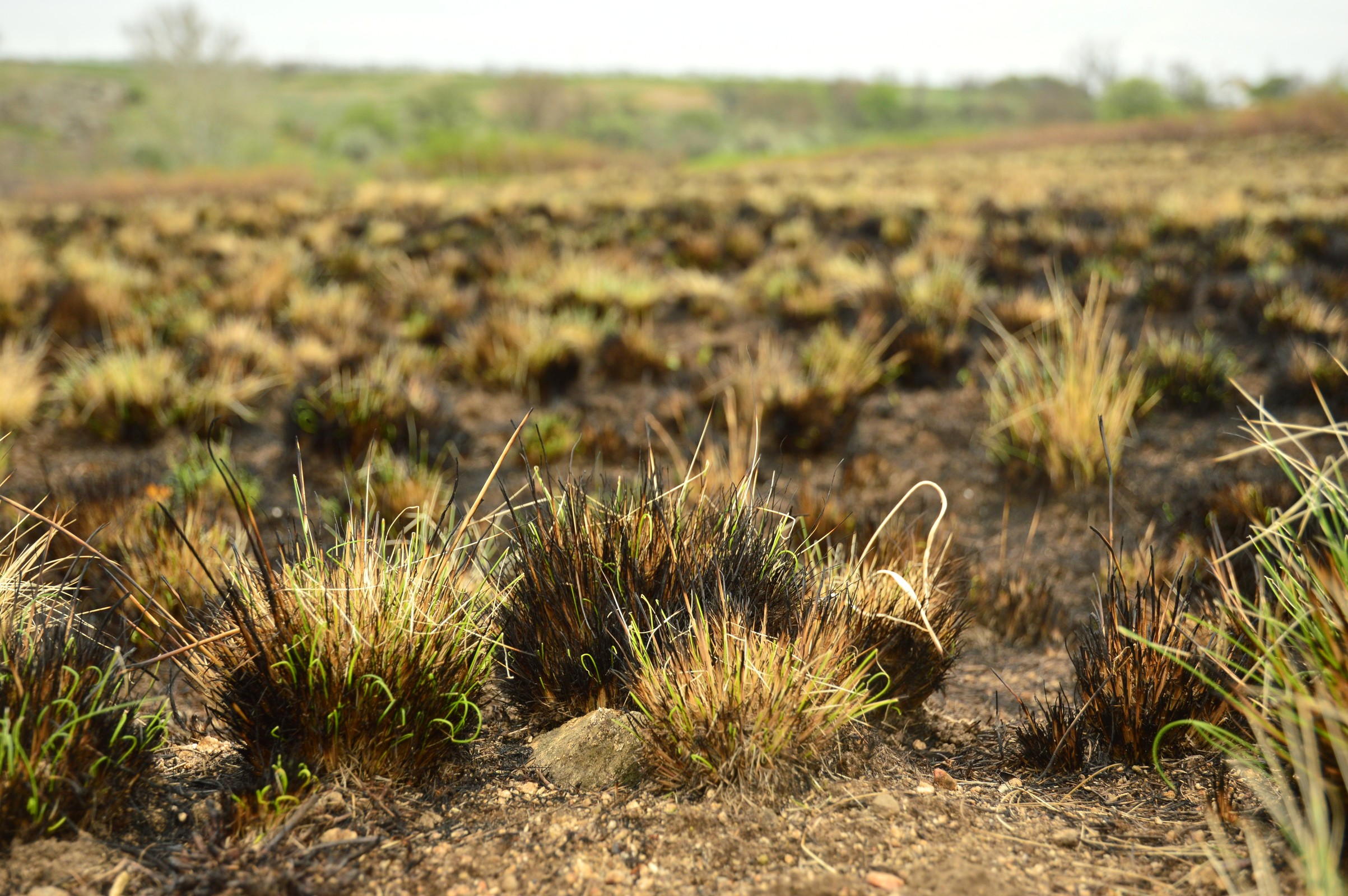